# Черных, Наталия Борисовна
Ната́лия Бори́совна Черны́х (род. 5 декабря 1969) — российская поэтесса и литературный критик.

## Биография
Родилась на Южном Урале, училась во Львове (1985—1986), с 1987 года живёт в Москве. Работала библиотекарем в Литературном институте имени А. М. Горького, техником на киностудии «Союзмультфильм», преподавателем в средней школе № 64 г. Электросталь, где вела факультатив по поэзии серебряного века; переводчиком в издательстве «Терра» («Соглашение кузницы» и «Письмена на ножнах меча» из серии «Копьё дракона»), рецензентом в издательстве АСТ и т. д.
В 1990 году дебютировала в самиздате сборником стихотворений «Абсолютная жизнь», в 1993 г. состоялась первая официальная публикация стихов Черных — в парижской газете «Русская мысль». В середине 1990-х гг. примыкала к Союзу молодых литераторов «Вавилон», публикуясь в одноимённом альманахе, и входила в литературную группу «Междуречье», участвуя в выпускаемых ею сборниках; занималась также бук-артом. В 1996 году в издательстве «АРГО-РИСК» вышла первая книга стихов Черных «Приют», за которой последовал ряд других; сборники стихов Черных иллюстрирует собственными рисунками. В дальнейшем стихи Наталии Черных публиковались также в журналах «Новый мир», «Воздух», «Волга», «©оюз Писателей» и др.
Весной 2001 года Наталия Черных стала лауреатом II Свято-Филаретовского конкурса религиозной поэзии (2001).
С 1999 года Наталия Черных выступает также как автор статей и эссе о русской классической и современной литературе. Очерки о Гоголе и Пушкине были опубликованы в газете «Первое сентября», эссе о Владиславе Ходасевиче — в альманахе «Окрестности». Статьи и рецензии о мастерах современной поэзии — в частности, о Владимире Аристове, Дмитрии Воденникове, Станиславе Львовском, Марианне Гейде, Анастасии Афанасьевой, Татьяне Данильянц, Игоре Вишневецком и др. — печатались в журналах «Знамя», «Новое литературное обозрение», «TextOnly», «Homo Legens».
С 2005 года — куратор интернет-проекта «На Середине Мира», посвящённого современной русской поэзии.
В 2008 году Черных выпустила также книгу очерков «Уроки святости: Как становятся святыми», по поводу которой публицист Борис Колымагин замечает:

о книге можно говорить как о труде, имеющем миссионерскую направленность. Книга вводит в пространство «просто христианства». В центре повествования — традиционные ценности неразделенной Церкви, а не богословские споры и исторические неправды. <…> Книга оставляет светлое впечатление, несмотря на то, что история святости — это история борьбы и страданий.

## Критика о творчестве Наталии Черных
Характеризуя книгу стихов Черных «Тихий праздник» (2001), критик Людмила Вязмитинова отмечает, что для неё характерны

Абсолютно современная поэтика: в основном близкий к традиционному, но свободный, меняющий свою форму вслед за извивами мысли и настроения стих; вставка в ткань стиха кусочков прозы; фольклорно-авангардные мотивы; элементы самоиронии и центонности — и всем этим автор пользуется органично и профессионально. Но в единое целое тексты книги сплавляет авторское мировоззрение, в основе которого лежит православие, и это проявляется на нескольких уровнях

Игорь Вишневецкий в предисловии к сборнику «Камена» (2007) указывает:

Её песнопевчество питаемо поэзией православного обихода и церковных канонов и акафистов, восходящих к театрально-литургическому действу греков…

Олег Дарк, рецензируя эту книгу в журнале «Новый мир», утверждает:

Я вообще не уверен, что стихи Черных — для современного читателя (они нуждаются чуть ли не в переводе). Они написаны на другом, инородном или потустороннем — по ту сторону современности, — языке. На этом языке, которому действительно очень «пристали» и платок до бровей, и длинная «православная» юбка, и запах лампадного масла, и огонек свечи в дрожащей руке, и лития из дрожащих уст (но все это только формы, которые находит для себя язык, а он им предшествует, и другие для него просто невозможны) — на этом языке, чуть народном, немного средневековом, уже не говорят и не пишут (его не понимают).

По мнению критика Кирилла Анкудинова,

Её стихи — замечательны. В них совместились уроки двух королев поэзии — Белой королевы Ольги Седаковой и Чёрной королевы Елены Шварц.